# 琴富士孝也
琴富士 孝也（ことふじ たかや、1964年10月28日 - 2025年8月8日）は、千葉県千葉市花見川区出身で佐渡ヶ嶽部屋に所属した元大相撲力士、YouTuber。本名は小林 孝也（こばやし たかや）。現役引退後は年寄として後進の指導に務めたが、4年ほどで退職。のちタレント、焼肉店店長に転向するが、2014年に逮捕・起訴され有罪判決が確定。その後、療育の仕事に従事。
身長191cm、103kg（現役力士時代は身長191cm、150kg）。得意手は突っ張り、左四つ、吊り、寄り、上手投げ。最高位は西関脇（1990年7月場所）。

## 来歴

### 入門から入幕まで
千葉市立幕張中学校出身。1980年3月場所、佐渡ヶ嶽部屋から初土俵を踏んだ。初土俵の同期生には、日本大学出身の学生横綱で幕下付出デビューの花嵐一美（現・プロレスラーの大黒坊弁慶）がいる。素質に恵まれていたため、新弟子の頃より期待される。当初の四股名は大きな杉の木の様に育って欲しいとする実父の願いに基づき琴大杉（ことおおすぎ）を名乗っていたが、発音の際に語尾が下がって呼び上げ難いとする呼出の指摘を受け、十両目前の西幕下2枚目まで上がった1986年3月場所に、日本の象徴の富士山に因んで琴富士に改名。同年11月場所で新十両に昇進した。翌1987年の9月場所12日目には、南海龍を相手に当時まだ十両以上の取組では3回しか決まっていなかった合掌捻りで勝利。新入幕を果たした1988年9月場所では、11勝4敗と大勝ちして敢闘賞を受賞。1990年7月場所には関脇に昇進するが4勝11敗と大きく負け越して1場所で陥落、その後は前頭の上位と下位の往復を繰り返していた。

### 平幕優勝
1991年7月場所では東前頭13枚目まで番付を落としていたが、前場所で横綱・千代の富士が引退、さらに当場所でも横綱・大乃国が引退するなど角界の世代交代と混迷の中、琴富士は地力を発揮して初日から13連勝し、11日目の横綱・旭富士戦に加え、小錦・霧島の2大関を撃破し、貴闘力を破った13日目に見事平幕優勝を果たした。ちなみに翌14日目、琴富士の連勝を止め全勝優勝を阻んだのが、当時相撲ブームの中で人気・実力とも急上昇中の貴花田（後の横綱・貴乃花）だった。千秋楽にはブームの一翼を担った曙（後の横綱）との対戦に勝利し、14勝1敗で賜盃に有終の美を飾った。平幕優勝は1984年9月の多賀竜以来約7年ぶりであり、平成最初の平幕優勝だった。また、所属の佐渡ヶ嶽部屋からの優勝は1983年1月場所の大関・琴風以来8年半ぶりであったが、翌9月場所には同部屋の弟弟子琴錦が平幕優勝を果たし、これは2場所連続かつ同部屋からの平幕優勝という史上初の快挙とされた。

### 力士生活晩年～引退後
優勝の翌9月場所には小結に昇進するが4勝11敗と大敗（千秋楽は負傷休場）。その後三役に昇進することはなく一進一退を続け、1994年11月場所には十両へ陥落、1995年9月場所中、幕下陥落が濃厚となったため現役を引退した。
引退後は年寄・粂川を襲名して佐渡ヶ嶽部屋の部屋付き親方として後進の指導に当たっていたが、兄弟子琴稲妻の引退に伴い粂川の名跡を返上し、1999年7月場所限りで退職した。

### 相撲協会退職後
退職後はタレントへ転向した。元大関の小錦が経営する株式会社KPに所属し、現役時代からフジテレビの部屋別対抗歌合戦などで披露するユーモラスなキャラクターを活かして活動した。
2005年には三段目以上の経験力士に受験資格が与えられる日本相撲協会主催の相撲指導員資格を現役の豊乃國や一ノ矢らとともに取得したが、幕内以上の受験者は琴富士ただ一人であった。
タレントとしての仕事が減り始めたころ、16代大嶽（貴闘力）から電話で「うちの部屋に来ませんか」と誘われ、部屋を提供されてともに暮らしたという。しかし、2010年に大相撲野球賭博問題の発覚により16代大嶽は相撲協会を解雇された。その後、琴富士が定職につけずにいるところ、再び貴闘力から連絡があったという。貴闘力が経営する焼肉店の中国進出にあたり、店長として「上海に骨を埋めてきて」と言われて、上海に渡った。しかし中国人スタッフから「貴闘力氏は店を辞めた。この店はもう関係ない」と告げられ、それから言葉が不慣れな環境で1年働いていたが自らも辞めて帰国している。すると貴闘力から連絡があり「日本で店を出すから手伝って」と誘われ「いいように使われているだけなんじゃないか」という疑念を抱いたが、その気持ちを抑えて貴闘力の店で再び働いていたという。
努力しても現役時代の番付のように結果が出ないことにやる気を失い、次第に琴富士の生活は荒れ、妻と離婚して子供とも離れた。

### 偽装結婚で逮捕
2014年2月20日、韓国籍の女性に在留資格を取得させる目的で、虚偽の婚姻届を提出し偽装結婚した公正証書原本不実記載・同行使の容疑で警視庁により逮捕された。同年3月12日、東京地方検察庁から起訴された。起訴状によると、2人は前年2月6日、結婚する意思がないのに韓国籍の女性に在留資格を取得させる目的で、東京都の台東区役所に琴富士を夫とする虚偽の婚姻届を提出したとしている。地検によると、女性が知人に紹介された琴富士に偽装結婚を持ち掛け、報酬として前年1月から当年2月まで、計約130万円を渡したという。
偽装結婚に手を染めたのは、競馬にのめりこんだことがきっかけでギャンブル依存症になり、借金生活の末、知人から誘われたのが原因だった。また逮捕後、警察の取り調べで琴富士は「本当に好き同士で結婚した」と容疑を否認していたが、これに対し取調官は、20人の女性の写真の中から「あなたの奥さんを指差してください」と迫り、その答えを間違えてしまったことで自白せざるを得なかった。
同年5月1日、東京地方裁判所は懲役1年6ヶ月、執行猶予3年（求刑懲役1年6ヶ月）の判決を言い渡した。

### その後
3ヶ月の未決勾留からの釈放後、国内を転々とし、工事現場や飲食店などで働いていた。
2019年2月8日放送の『爆報! THE フライデー』(TBS)で、事件後初めてメディアに登場した。神戸市内での家賃5万円で6畳のアパート生活が公開され、自身の偽装結婚事件については「こういうふうにしていると自分で考えることもある。やってしまったことは取り戻せない」と振り返った。冷蔵庫も無く、1日に50円のインスタントラーメン2袋という極貧生活を送っていたという。その一方で、中学時代の同級生で「療育セラピスト」を勤める知人女性の紹介で、発達障害の子供たちを療育する仕事に就いたことも紹介された。女性は中学時代から人の話を最後まで聞けない、コミュニケーションが難しい琴富士に発達障害の症状があるのではないかと思っており、実際に琴富士が病院で検査を受けた結果、発達障害の可能性がうかがえたとされる。
その後、同年3月22日放送の同番組で、番組がセッティングする形で貴闘力と対面した。琴富士が療育の仕事で再出発するに当たり「上海で置き去りになってしまったこと」について決着をつけておきたいと望んだ上での対面だったとされる。貴闘力は中国側のスタッフのミスで店を維持することに想定外の費用がかかるため手を引いたのだと琴富士に説明した。また、琴富士に給料を払って欲しいと頼んでいたところ、上海のオーナーが中国語の覚えが悪い琴富士を「クビにしたい」と言ってきたが、幕内優勝も経験した元関脇の自尊心を配慮し、日本に呼び戻したという。事情を理解した琴富士は「不義理したこと、いろいろその他、これだけはきちんと謝らさせてください。どうも親方すみませんでした」と貴闘力に謝罪した。
2021年2月16日、YouTube琴富士チャンネルにアップロードした動画で同月中に入院することを公表した。
- 同年1月に検査入院をした結果、虚血性心疾患、そして慢性腎臓病の診断を受けたという。現役時代から暴飲暴食による生活習慣病（糖尿病・痛風・高血圧）を持病として持っていたが、病院が嫌いで引退後は放置していたことを後悔するコメントを動画中で出していた。10年ほど前から飲酒をすると胸が締め付けられる感覚があり「それは救急車レベルの心筋梗塞を何度も起こしている証拠」と医師に指摘されたという。心臓の冠動脈が9ヵ所詰まっており、心臓が通常の3割程度しか機能していないことが分かったため、バイパス手術を受ける予定だった[11]。

2023年1月、神戸市内で経営していたリラクセーションサロン「もみ相撲 琴富士」のマネージャーがマスコミの取材に応じた。
- マネージャーの話によると、2021年1月の検査で冠動脈に9ヵ所の狭窄があることが判明し、2月16日に手術を予定していたが、同月8日に一過性脳虚血発作で失神して救急搬送された。体調が悪化していく中で8時間にも及ぶ大手術を受けることとなったため、琴富士本人は「万が一」を覚悟したという。手術は成功したが、同月18日になっても麻酔から覚めないため検査した結果、脳梗塞が見つかり、同月21日に頭蓋骨の一部を取り外して脳浮腫を防ぐ「減圧開頭術」という手術を受けて九死に一生を得たという。

- その後、2021年4月にリハビリ病院に転院した。同年9月に誤嚥性肺炎のため、生死を彷徨ったが生還し、2022年4月に退院した。訪問看護師・介護ヘルパー延べ15人のチームによる24時間体制のケアを受けて生活をし、心肺機能や筋力アップのリハビリを続けている。（2023年1月）現在、寝たきりの状態で、右半身麻痺が残っている。糖尿病による壊疽のため、右足親指は切除された。意識はあり、顔の表情や左手の動作で意思表示をし、喜怒哀楽を伝えるのだという。寝たきりになって以降も、生存報告的な動画をYouTubeに何本かアップロードしている。

その後も自宅療養を続けていたが、2025年8月8日午前7時43分、60歳で亡くなった。当日に通夜、翌9日に近親者のみで葬儀が行われた。死因は脳梗塞とされる。2024年10月から意識が無くなっていた。訃報は9日に琴富士の妻が琴富士のXアカウントを通じ発表した。

## エピソード
以下は2018年9月に開設した琴富士名義のX(旧Twitter)に発信された情報に基づく。
- 応援している力士は白鷹山亨将[15]。交流がある部屋は常盤山部屋[16]。
- 17代常盤山に関しては「隆三杉関は上の人、下の人別け隔てなく接して上司から信頼、下から慕われる存在だった。でなければ、一門外の親方から部屋を託される事は無い、貴乃花親方もわかっている」と評している[17]。
- 入門前、12代佐渡ヶ嶽からの小遣いでクイーンのLPレコードを買った[18]。
- 2018年12月に発生した貴ノ岩の付け人暴行事件に関する大至のコメントに対して「大至さんの言っている事も分かるが勘違いな方が多いのも事実!」と私見を述べていた[19]。

## 大相撲時代のデータ

### 主な戦績
- 通算成績：529勝528敗15休　勝率.500
- 通算在位：94場所
- 幕内成績：251勝289敗15休　勝率.465
- 幕内在位：37場所
- 三役在位：2場所 (関脇1場所、小結1場所）
- 三賞：2回
  - 敢闘賞：2回（1988年9月場所、1991年7月場所）
- 金星：2個（大乃国1個、旭富士1個）
- 各段優勝
  - 幕内最高優勝：1回（1991年7月場所）
  - 三段目優勝：1回 (1983年9月場所)

### 場所別成績
| | 一月場所 初場所（東京） | 三月場所 春場所（大阪） | 五月場所 夏場所（東京） | 七月場所 名古屋場所（愛知） | 九月場所 秋場所（東京） | 十一月場所 九州場所（福岡） |
| --- | ----------------------- | ----------------------- | ----------------------- | --------------------------- | ----------------------- | --------------------------- |
| 1980年 （昭和55年） | x                       | （前相撲）              | 西序ノ口30枚目 5–2      | 西序二段96枚目 5–2          | 西序二段56枚目 5–2      | 西序二段12枚目 2–5          |
| 1981年 （昭和56年） | 東序二段41枚目 4–3      | 西序二段22枚目 4–3      | 西序二段6枚目 4–3       | 東三段目80枚目 4–3          | 西三段目68枚目 5–2      | 東三段目47枚目 3–4          |
| 1982年 （昭和57年） | 東三段目59枚目 4–3      | 東三段目40枚目 4–3      | 西三段目28枚目 3–4      | 西三段目46枚目 5–2          | 西三段目14枚目 5–2      | 西幕下49枚目 3–4            |
| 1983年 （昭和58年） | 西三段目2枚目 4–3       | 西幕下53枚目 3–4        | 西三段目8枚目 4–3       | 西幕下58枚目 3–4            | 東三段目15枚目 優勝 7–0 | 西幕下20枚目 2–5            |
| 1984年 （昭和59年） | 東幕下40枚目 3–4        | 東幕下53枚目 4–3        | 東幕下38枚目 4–3        | 西幕下26枚目 4–3            | 東幕下18枚目 2–5        | 西幕下40枚目 5–2            |
| 1985年 （昭和60年） | 東幕下23枚目 5–2        | 東幕下10枚目 4–3        | 東幕下7枚目 3–4         | 東幕下13枚目 2–5            | 西幕下29枚目 6–1        | 東幕下12枚目 4–3            |
| 1986年 （昭和61年） | 西幕下7枚目 5–2         | 西幕下2枚目 2–5         | 西幕下16枚目 4–3        | 西幕下11枚目 5–2            | 東幕下4枚目 5–2         | 西十両13枚目 6–9            |
| 1987年 （昭和62年） | 東幕下4枚目 5–2         | 東十両13枚目 9–6        | 西十両7枚目 6–9         | 東十両11枚目 9–6            | 西十両8枚目 6–9         | 東十両11枚目 8–7            |
| 1988年 （昭和63年） | 東十両8枚目 8–7         | 東十両6枚目 8–7         | 西十両4枚目 11–4        | 東十両筆頭 9–6              | 東前頭12枚目 11–4 敢    | 東前頭4枚目 4–11            |
| 1989年 （平成元年） | 東前頭10枚目 6–9        | 東前頭13枚目 9–6        | 東前頭5枚目 5–10        | 東前頭11枚目 9–6            | 東前頭6枚目 8–7         | 東前頭2枚目 4–11            |
| 1990年 （平成2年） | 西前頭8枚目 8–7         | 東前頭6枚目 9–6         | 西前頭筆頭 8–7          | 西関脇 4–11                 | 東前頭5枚目 7–8         | 西前頭6枚目 8–7             |
| 1991年 （平成3年） | 東前頭3枚目 5–10 ★      | 東前頭10枚目 8–7        | 西前頭7枚目 5–10        | 東前頭13枚目 14–1 敢★       | 東張出小結 4–11         | 西前頭6枚目 6–9             |
| 1992年 （平成4年） | 西前頭11枚目 8–7        | 東前頭6枚目 8–7         | 西前頭3枚目 6–9         | 東前頭7枚目 8–7             | 東前頭3枚目 4–11        | 東前頭11枚目 6–9            |
| 1993年 （平成5年） | 西前頭15枚目 9–6        | 東前頭10枚目 8–7        | 東前頭7枚目 7–8         | 西前頭9枚目 11–4            | 東前頭2枚目 6–9         | 西前頭4枚目 休場 0–0–15     |
| 1994年 （平成6年） | 西前頭4枚目 3–12        | 東前頭14枚目 8–7        | 西前頭12枚目 9–6        | 西前頭4枚目 4–11            | 東前頭12枚目 4–11       | 東十両3枚目 5–10            |
| 1995年 （平成7年） | 東十両11枚目 8–7        | 東十両10枚目 8–7        | 東十両8枚目 7–8         | 東十両10枚目 8–7            | 西十両9枚目 引退 2–10–0 | x                           |
| 各欄の数字は、「勝ち-負け-休場」を示す。 優勝 引退 休場 十両 幕下 三賞：敢=敢闘賞、殊=殊勲賞、技=技能賞 その他：★=金星 番付階級：幕内 - 十両 - 幕下 - 三段目 - 序二段 - 序ノ口 幕内序列：横綱 - 大関 - 関脇 - 小結 - 前頭（「#数字」は各位内の序列） |                         |                         |                         |                             |                         |                             |

## 幕内対戦成績
| 力士名   | 勝数 | 負数 | 力士名   | 勝数 | 負数 | 力士名   | 勝数 | 負数 | 力士名     | 勝数 | 負数 |
| -------- | ---- | ---- | -------- | ---- | ---- | -------- | ---- | ---- | ---------- | ---- | ---- |
| 蒼樹山   | 3    | 0    | 安芸乃島 | 5    | 13   | 曙       | 2    | 4    | 朝潮       | 0    | 1    |
| 朝乃若   | 2    | 2    | 旭里     | 2    | 0    | 旭富士   | 1    | 6    | 板井       | 4    | 4    |
| 恵那櫻   | 7    | 4    | 巨砲     | 3    | 6    | 大乃国   | 1    | 1    | 大若松     | 1    | 0    |
| 小城錦   | 1    | 3    | 小城ノ花 | 5    | 4    | 魁皇     | 1    | 1    | 春日富士   | 6    | 9    |
| 北勝鬨   | 4    | 10   | 騏ノ嵐   | 3    | 0    | 旭豪山   | 3    | 0    | 旭道山     | 6    | 9    |
| 鬼雷砲   | 6    | 5    | 霧島     | 3    | 11   | 起利錦   | 4    | 8    | 久島海     | 4    | 9    |
| 剣晃     | 2    | 2    | 高望山   | 2    | 2    | 小錦     | 3(1) | 6    | 駒不動     | 0    | 1    |
| 逆鉾     | 3    | 2    | 薩洲洋   | 2    | 2    | 陣岳     | 6    | 6    | 大至       | 0    | 1    |
| 太寿山   | 3    | 4    | 大翔鳳   | 1    | 6    | 大翔山   | 5    | 1    | 大善       | 4    | 4    |
| 大徹     | 0    | 1    | 貴闘力   | 6    | 7    | 貴ノ浪   | 4    | 5    | 貴乃花     | 4    | 8(1) |
| 孝乃富士 | 3    | 5    | 貴ノ嶺   | 1    | 0    | 隆三杉   | 4    | 13   | 多賀竜     | 6(1) | 2    |
| 立洸     | 1    | 1    | 玉海力   | 0    | 2    | 玉龍     | 0    | 1    | 千代の富士 | 0    | 4    |
| 常の山   | 2    | 2    | 寺尾     | 10   | 6    | 時津洋   | 3    | 2    | 栃司       | 4    | 1    |
| 栃乃藤   | 1    | 1    | 栃乃和歌 | 8    | 3    | 巴富士   | 2    | 5    | 豊ノ海     | 14   | 6    |
| 浪乃花   | 4    | 1    | 南海龍   | 1    | 0    | 花乃湖   | 1    | 1    | 花ノ国     | 4(1) | 8    |
| 濱ノ嶋   | 1    | 1    | 肥後ノ海 | 0    | 5    | 日立龍   | 2    | 0    | 富士乃真   | 3    | 2    |
| 鳳凰     | 2    | 0    | 北天佑   | 1    | 2    | 北勝海   | 0    | 5    | 舞の海     | 4    | 5    |
| 三杉里   | 8    | 5    | 水戸泉   | 9    | 10   | 湊富士   | 1    | 2    | 武蔵丸     | 1    | 3    |
| 武双山   | 1    | 0    | 龍興山   | 0    | 1    | 両国     | 9    | 0    | 若翔洋     | 4    | 3    |
| 若瀬川   | 4    | 4    | 若乃花   | 4    | 6    | 和歌乃山 | 2    | 1    |            |      |      |

### 改名歴
- 小林 孝也（こばやし たかや）1980年3月場所
- 琴大杉 孝也（ことおおすぎ -）1980年5月場所 - 1986年1月場所
- 琴富士 孝也（ことふじ -）1986年3月場所 - 1995年9月場所

### 年寄変遷
- 粂川 孝也（くめがわ たかや）1995年9月 - 1999年7月

## タレント時代のデータ

### テレビ出演
- テレビドラマ 菜の花の沖（NHK）
- ジャンクSPORTS（フジテレビ）
- トリビアの泉（フジテレビ）
- 土曜スペシャル（テレビ東京）

### 映画出演
- 「伊能忠敬」（東映）